# Roman Ślęzak
Roman Walenty Ślęzak (ur. 20 lutego 1909 w Baranowie Sandomierskim, zm. 2 lipca 1968 w Nisku) – nauczyciel muzyki, autor piosenki Rozszumiały się wierzby płaczące.

## Życiorys
Roman Ślęzak urodził się 20 lutego 1909 roku w Baranowie Sandomierskim w biednej rodzinie chłopskiej. Ukończył seminarium nauczycielskie w Rudniku nad Sanem w 1929 roku. Pracował w szkole powszechnej w Nisku i jako nauczyciel muzyki i śpiewu w Szkole Podoficerskiej Dla Małoletnich nr 3 w Nisku. Właśnie na potrzeby tej szkoły skomponował w 1934 (lub według innych źródeł w 1937) roku dwie zwrotki piosenki Rozszumiały się wierzby płaczące (piosenka powstała do melodii marsza Pożegnanie Słowianki) - według wielu źródeł piosenka pierwotnie nosiła tytuł Rozszumiały się brzozy płaczące, a według innych wersja z brzozami była jedynie modyfikacją pierwotnego utworu. Wkrótce pieśń ta rozpowszechniła się wśród wojskowych w okolicach Niska, a w czasie drugiej wojny światowej stała się jedną z najpopularniejszych piosenek wśród polskich partyzantów. W czasie II wojny światowej Roman Ślęzak mieszkał w Nisku oraz był członkiem Tajnej Organizacji Nauczycielskiej i prowadził zajęcia na tajnych kompletach. Został na kilka tygodni aresztowany przez Niemców. We wrześniu 1945 roku rozpoczął pracę w państwowym gimnazjum (potem przekształconym w liceum) w Nisku. Blisko współpracował z lokalnym harcerstwem i opiekował się szkolną orkiestrą; stworzył również kilka utworów muzycznych. W 1952 roku ukończył studia zaoczne na Wydziale Biologii Państwowej Wyższej Szkoły Pedagogicznej w Krakowie. Przez 15 lat był dyrektorem Państwowego Liceum Ogólnokształcącego im. Stefana Czarneckiego w Nisku. Zmarł w 1968 roku w Nisku.
Z okazji 100-lecia jego urodzin w 2009 roku w Publicznej Szkole Podstawowej w Baranowie Sandomierskim odbyły się specjalny, jemu dedykowany program artystyczny. Romana Ślęzaka upamiętnia również dziedziniec Liceum Ogólnokształcącego obsadzony na jego pamiątkę wierzbami.